# SugarSync
SugarSync este un serviciu de cloud care permite sincronizarea activă a fișierelor între calculatoare și alte dispozitive electronice, fie cu scopul de a crea copii de siguranță (backup) sau a împărtăși date între diferite sisteme de operare, cum ar fi Android, BlackBerry, iOS, Mac OS X, Samsung SmartTV, Symbian, Windows, sau dispozitive echipate cu Windows Mobile. 
Acest program reactualizează sincronizarea în mod automat, monitorizând în permanență modificările apărute în fișiere - adăugiri, ștergeri, editări - și sincronizează aceste modificări cu toate dispozitivele legate la serverele SugarSync.
Deși inițial compania oferea spațiu de depozitare gratuit de 5GB, din februarie 2014 clienții pot acesa serviciul SugarSync numai contra cost.

## API
În martie 2010 compania SugarSync a publicat un API.Astfel au fost create numeroase aplicații care folosesc SugarSync. 

## Competitori
- 4shared.com
- AltDrive
- Bitcasa
- Box
- CloudMe
- Copy.com
- cloud.mail.ru
- Cubby
- Dropbox
- Droplr
- EnduraData
- Google Drive
- hubic.com
- iCloud
- Mega
- mediafire.com
- shared.com
- SkyDrive
- SparkleShare
- SpiderOak
- Surdoc
- Syncplicity - EMC Corporation
- TeamDrive
- Tresorit
- Ubuntu One
- Yandex Disk